# Campionati asiatici di atletica leggera indoor
I Campionati asiatici di atletica leggera indoor (in inglese Asian Indoor Athletics Championships) sono una competizione continentale organizzata dall'Asian Athletics Association.
La manifestazione ha cadenza biennale e si svolge negli anni pari. La prima edizione si è tenuta nel 2004 a Teheran, in Iran.

## Edizioni
| Edizione | Anno | Città    | Nazione    | Data             | Sede                                            |
| -------- | ---- | -------- | ---------- | ---------------- | ----------------------------------------------- |
| 1        | 2004 | Teheran  | Iran       | 6 - 8 febbraio   | Aftab Enghelab Complex                          |
| 2        | 2006 | Pattaya  | Thailandia | 10 - 12 febbraio | Indoor Athletics Stadium                        |
| 3        | 2008 | Doha     | Qatar      | 14 - 16 febbraio | Aspire Dome                                     |
| 4        | 2010 | Teheran  | Iran       | 24 - 26 febbraio | Aftab Enghelab Complex                          |
| 5        | 2012 | Hangzhou | Cina       | 18 - 19 febbraio | Vocational and Technical College Athletics Hall |
| 6        | 2014 | Hangzhou | Cina       | 15 - 16 febbraio | Vocational and Technical College Athletics Hall |
| 7        | 2016 | Doha     | Qatar      | 19 - 21 febbraio | Aspire Dome                                     |
| 8        | 2018 | Teheran  | Iran       | 1º - 3 febbraio  | Aftab Enghelab Complex                          |
| 9        | 2020 | Hangzhou | Cina       | 12 - 13 febbraio | -                                               |
| 10       | 2023 | Astana   | Kazakistan | 10 - 12 febbraio | Track & Field complex Qazaqstan                 |
| 11       | 2024 | Teheran  | Iran       | 17 - 19 febbraio | Aftab e Enghelab Sports Complex                 |

## Medagliere generale
Statistiche aggiornate ai Campionati asiatici indoor 2024.
| Posizione | Paese               | Oro | Argento | Bronzo | Totale |
| --------- | ------------------- | --- | ------- | ------ | ------ |
| 1         | Cina                | 62  | 44      | 39     | 145    |
| 2         | Kazakistan          | 45  | 34      | 37     | 116    |
| 3         | Qatar               | 28  | 18      | 12     | 58     |
| 4         | Iran                | 26  | 41      | 43     | 110    |
| 5         | Giappone            | 24  | 18      | 22     | 64     |
| 6         | India               | 16  | 31      | 21     | 68     |
| 7         | Bahrein             | 14  | 12      | 9      | 35     |
| 8         | Kuwait              | 11  | 9       | 5      | 25     |
| 9         | Uzbekistan          | 10  | 9       | 12     | 31     |
| 10        | Kirghizistan        | 5   | 6       | 3      | 14     |
| 11        | Arabia Saudita      | 5   | 1       | 2      | 8      |
| 12        | Thailandia          | 3   | 8       | 9      | 20     |
| 13        | Vietnam             | 3   | 3       | 5      | 11     |
| 14        | Taipei cinese       | 2   | 4       | 4      | 7      |
| 15        | Emirati Arabi Uniti | 2   | 4       | 3      | 9      |
| 16        | Oman                | 2   | 0       | 4      | 6      |
| 17        | Hong Kong           | 1   | 4       | 3      | 8      |
| 18        | Corea del Sud       | 1   | 4       | 1      | 6      |
| 19        | Malaysia            | 1   | 2       | 2      | 5      |
| 20        | Sri Lanka           | 1   | 1       | 4      | 6      |
| 21        | Bangladesh          | 1   | 1       | 1      | 3      |
| 22        | Siria               | 0   | 5       | 2      | 7      |
| 23        | Iraq                | 0   | 3       | 1      | 4      |
| 24        | Pakistan            | 0   | 1       | 1      | 2      |
| 25        | Indonesia           | 0   | 0       | 4      | 4      |
| 26        | Filippine           | 0   | 0       | 3      | 3      |
| 26        | Turkmenistan        | 0   | 0       | 3      | 3      |
| 28        | Corea del Nord      | 0   | 0       | 1      | 1      |
| 28        | Giordania           | 0   | 0       | 1      | 1      |
| 28        | Libano              | 0   | 0       | 1      | 1      |
| 28        | Tagikistan          | 0   | 0       | 1      | 1      |
| Totale    | Totale              | 263 | 263     | 259    | 785    |